# Calgary
Pour les articles homonymes, voir Calgary (homonymie).
Calgary (prononcé en français canadien : /kal.ɡa.ʁe/ ; en anglais canadien : /ˈkælɡəɹi/ ) est une ville de l'Ouest du Canada, située dans la province de l'Alberta. En 2023, la ville comptait une population de 1 470 148 habitants et une agglomération de 1 640 000 habitants, ce qui en fait la troisième 
ville et la cinquième aire métropolitaine du Canada.
Calgary est située au confluent des rivières Bow et Elbow dans le sud de la province, dans une zone de transition entre les contreforts des Rocheuses et les Prairies, à environ 60 kilomètres à l'est-nord-est des premières crêtes des Rocheuses canadiennes, à 299 kilomètres au sud de la capitale provinciale Edmonton et à 240 kilomètres au nord de la frontière canado-américaine. La ville ancre l'extrémité sud du « corridor Calgary-Edmonton », une région définie par Statistique Canada, correspondant à la région urbaine la plus peuplée du pays entre Toronto et Vancouver.
L'économie de Calgary comporte des activités dans les secteurs de l'énergie, du secteur financier, du cinéma, de la télévision, du transport, de la logistique, de la technologie, de la fabrication, de l'aérospatiale, de la santé et du bien-être, du commerce de détail et du tourisme. La région de Calgary abrite le deuxième plus grand nombre de sièges sociaux au Canada, parmi les 800 plus grandes sociétés du pays.
En 2015, Calgary comptait le plus grand nombre de millionnaires par habitant de toutes les grandes villes canadiennes. Elle est également l'hôte de plusieurs festivals annuels majeurs, dont le Stampede de Calgary, le Lilac Festival et le Sun and Salsa Festival. En 1988, Calgary devient la première ville canadienne à accueillir les Jeux olympiques d'hiver.
Selon le panier de consommation établi par Statistique Canada, Calgary est la ville la plus dispendieuse où vivre au Canada.

## Toponymie
Calgary tire son nom d'une plage située sur l'île de Mull en Écosse[réf. nécessaire]. Les habitants de Calgary sont appelés « Calgariens ».

## Histoire

### Colonisation
Avant la colonisation de la région de Calgary par les Européens, la région faisait partie du domaine du peuple des Pieds-Noirs, dont la présence remonte à au moins 11 000 ans. Les Français furent les premiers Européens à explorer la région. Ils construisirent le Fort La Jonquière dont la localisation exacte demeure incertaine  en 1751 (ou 1754 selon certaines sources), près de l'actuelle Calgary, le long de la rivière Bow. En 1787, le cartographe David Thompson hiverne avec une bande de Peigans qui campent le long de la rivière Bow. En 1873, John Glenn est le premier européen anglophone à s'installer dans la région.
L'endroit devient un poste de la Police montée du Nord-Ouest (aujourd'hui la GRC). Le détachement de la police montée avait pour tâche de protéger les plaines de l'ouest des marchands de whisky en provenance des États-Unis. D'abord appelée Fort Brisebois, en l'honneur de l'officier Éphrem-A. Brisebois (en) de la police montée, ancien combattant volontaire canadien de la Guerre de Sécession (dans les rangs de l'Union) et ancien membre du bataillon canadien des zouaves pontificaux, la ville est renommée Fort Calgary en 1876 à cause de la vive hostilité du colonel Macleod, son supérieur hiérarchique. James Macleod propose aux autorités de donner à la ville le nom d'une plage sur l'île de Mull en Écosse (Cala-ghearraidh), ce qui est accepté. Lorsque le Chemin de fer Canadien Pacifique s'étend jusqu'à la région et qu'une station de train est construite, Calgary commence à devenir un important centre commercial et agricole. Aujourd'hui, le siège social du Canadien Pacifique se trouve à Calgary.
Calgary acquiert officiellement le statut de municipalité en 1884 et élit son premier maire, George Murdoch. En 1894, Calgary devient la première ville de ce qui était alors les Territoires du Nord-Ouest.

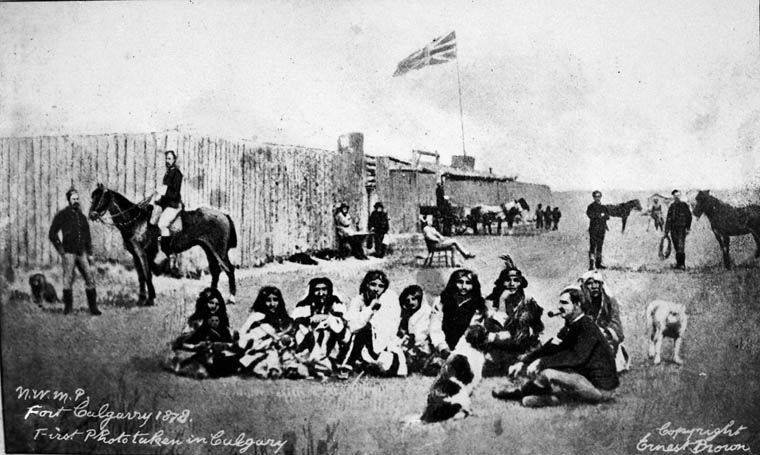
En 1875, la Police Montée érige Fort Calgary.
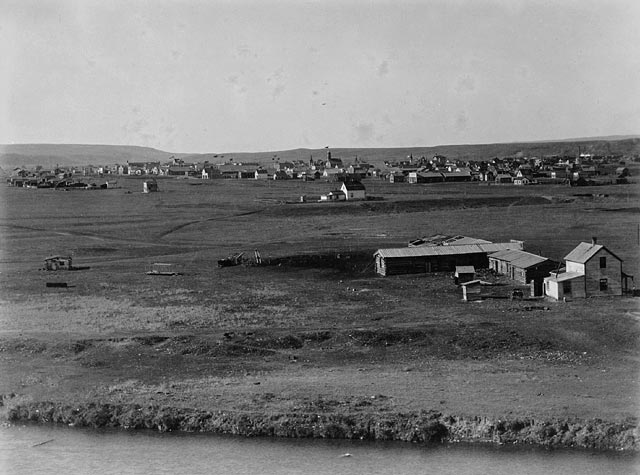
Calgary vers 1885.
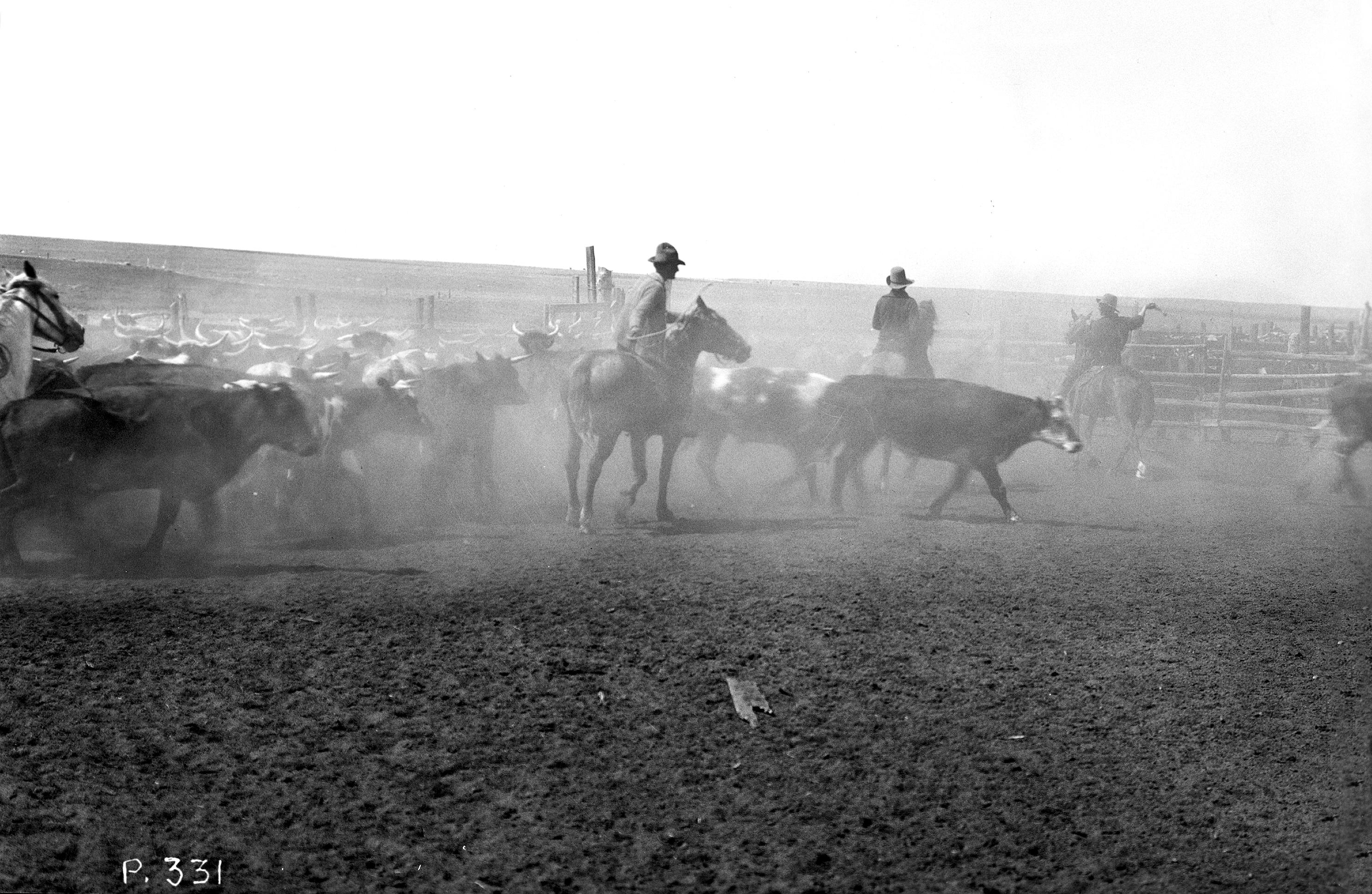
On rassemble le bétail pour le premier Stampede de Calgary en 1912. Le Stampede est un des plus grands rodéos du monde.

### Boom pétrolier

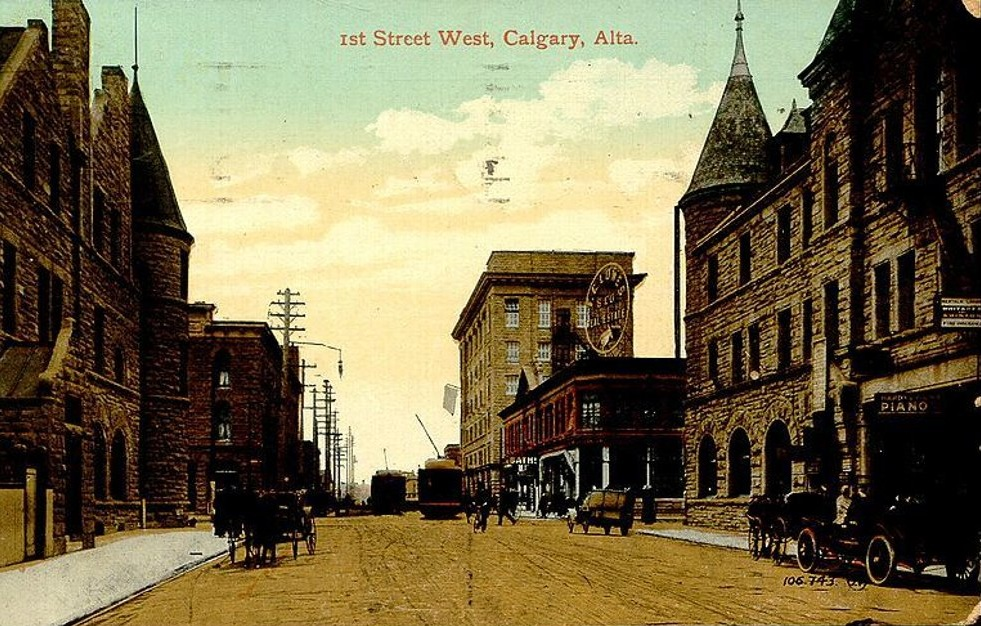
Carte-postale de la 1ère Rue Ouest de Calgary, avec un cachet de la poste du 8 mai 1913.

Les premiers gisements de pétrole sont découverts en Alberta en 1902, mais ce n'est qu'en 1947 que l'industrie pétrolière devient réellement importante lorsque des réserves énormes sont découvertes. Calgary se retrouve très vite au centre du boom pétrolier subséquent. L'économie de la ville connaît un essor lorsque les prix du pétrole montent en flèche en raison de l'embargo pétrolier des pays arabes. La population croît de 254 000 habitants dans les dix-sept années de 1971 (403 000) et 1988 (657 000) ; 335 000 habitants de plus se rajoutent dans les dix-huit années suivantes (jusqu'à 992 000 en 2006). Durant ces années d'expansion, des gratte-ciels sont construits à un rythme presque sans précédent dans le monde. Le centre-ville, jusqu'alors dominé par des édifices à quelques étages, est rapidement submergé de gratte-ciels, une tendance qui continue à ce jour.
L'économie calgarienne est tellement liée à l'industrie pétrolière que l'expansion de la ville atteint son sommet en même temps que le cours moyen annuel du pétrole en 1981. La chute subséquente des cours du pétrole et l'introduction du Programme énergétique national par le gouvernement libéral fédéral de Pierre Elliott Trudeau sont identifiés par l'industrie pétrolière comme des raisons de l'effondrement de l'industrie, et, en conséquence, de l'économie générale de la ville de Calgary. Le Programme énergétique national est aboli au milieu des années 1980 par le gouvernement conservateur de Brian Mulroney ; toutefois, les prix du pétrole peu élevés empêchent un rétablissement complet jusqu'aux années 1990.

### Histoire récente
Comme le secteur de l'énergie est responsable de la plus grande part des emplois à Calgary, les conséquences de la récession des années 1980 sont énormes. Le taux de chômage monte en flèche. Vers la fin de la décennie, toutefois, l'économie est en voie de rétablissement. La ville se rend compte qu'elle ne peut dépendre à un tel point de la seule industrie pétrolière, et elle s'est beaucoup diversifiée depuis, économiquement et culturellement. La période de la récession marque la transition de Calgary d'une ville de taille moyenne des prairies en un centre urbain cosmopolite et diversifié. Cette transition est complétée en février 1988 lorsque la ville est l'hôte des XVe Jeux olympiques d'hiver ; le succès de ces Jeux annonce l'entrée de la ville sur la scène mondiale.
L'économie de Calgary et de l'Alberta est aujourd'hui en plein essor et la région, qui compte aujourd'hui près de 1,1 million de personnes, connaît toujours une expansion parmi les plus rapides au pays. L'industrie du gaz et du pétrole occupe la plus grande part de l'économie, mais la ville s'est aussi beaucoup investie dans d'autres secteurs comprenant le tourisme, la manufacture légère, la haute technologie, le cinéma, le transport et les services.

## Géographie et climat

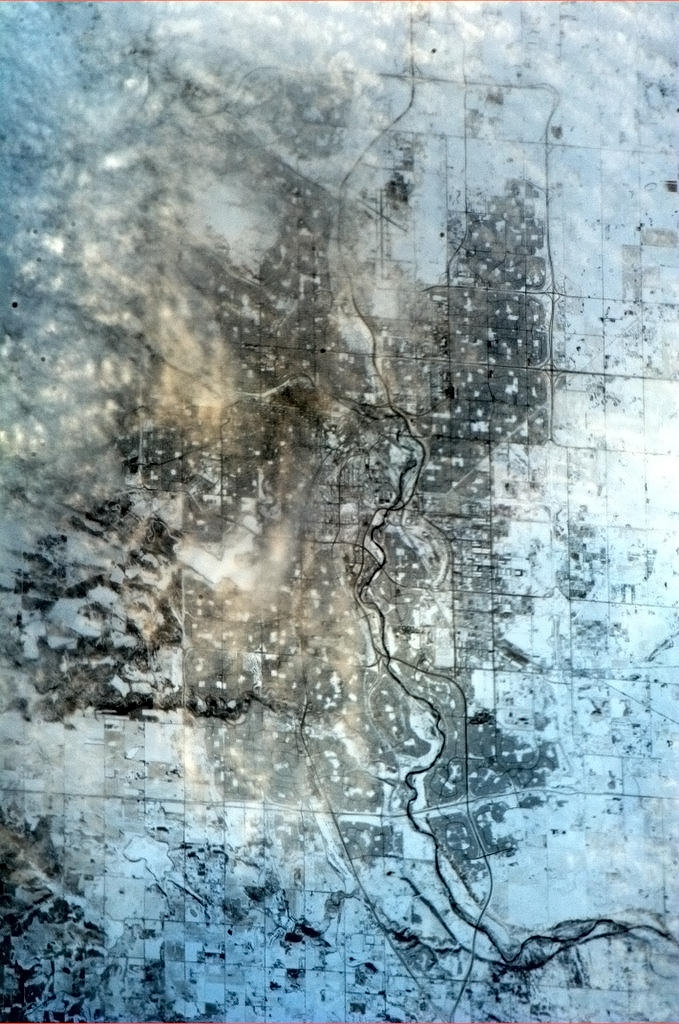
Calgary vu depuis l'ISS en hiver.

Calgary est située dans les contreforts des montagnes Rocheuses, la région est donc plutôt montagneuse. La ville s'élève approximativement à 1 048 mètres d'altitude au centre-ville, et à 1 084 mètres à l'aéroport international de Calgary. Le territoire de la ville couvre une superficie de 721 km2 (en date de 2001) et dépasse donc les superficies de Toronto et de Montréal, les deux plus grandes villes du pays.
Deux rivières importantes traversent la ville. La rivière Bow est la plus grande et coule de l'ouest vers le sud. La rivière Elbow coule vers le nord depuis le sud jusqu'à ce qu'elle se déverse dans la rivière Bow près du centre-ville. Puisque le climat de la région est généralement sec, une végétation dense ne se produit naturellement que dans les vallées des rivières et à l'intérieur du parc provincial de Fish Creek, le plus grand parc urbain au Canada.
L'aire physique de la ville est très grande, comprenant un centre-ville entouré de diverses communautés à densité décroissante. Contrairement à plusieurs villes avec une superficie métropolitaine importante, la plupart des banlieues de Calgary sont incluses dans la ville elle-même, à l'exception des villes d'Airdrie au nord, de Cochrane au nord-ouest, de Strathmore à l'est et du district de Springbank à l'ouest. Bien que  techniquement non  comprise dans l'agglomération de Calgary, la municipalité d'Okotoks n'est pas  éloignée vers le sud et est considérée comme une banlieue. La région économique de Calgary est légèrement plus grande que la division de recensement et possède une population de 1 146 900 habitants.
À cause de l'expansion de la ville, ses limites au sud-ouest sont maintenant adjacentes à la réserve indienne de Tsuu T'ina. La construction résidentielle récente dans le sud-ouest de la ville fait ressortir le besoin d'un axe routier vers l'intérieur de la ville, mais à cause de complications dans les négociations avec Tsuu T'ina, la construction d'une telle route n'a pas encore commencé.

### Paysage urbain

Calgary en automne 2018, aperçu à partir de Nose Hill Park. La ville est située dans une zone de transition entre les Rocheuses et les Prairies.
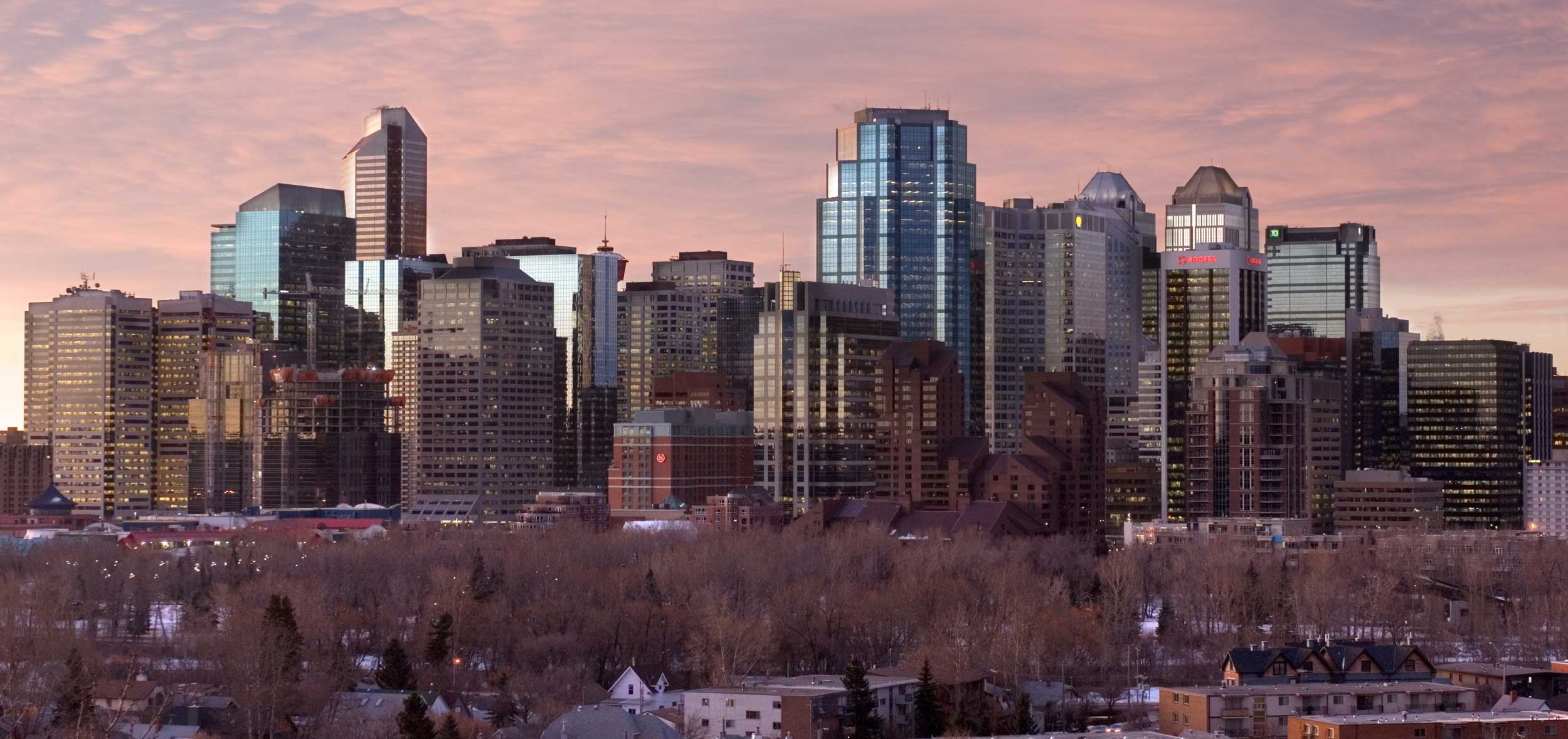
Calgary à l'aube, en mars 2007. Vue du sud à partir de Crescent Road.
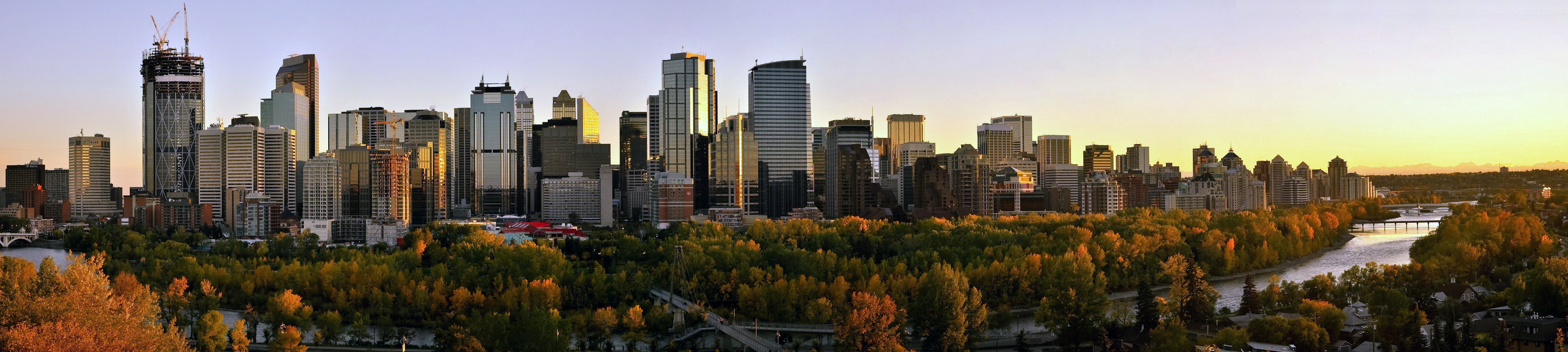
Centre-ville de Calgary, en été 2011, tel qu'aperçu à partir de Crescent Heights au coucher du soleil.

### Climat

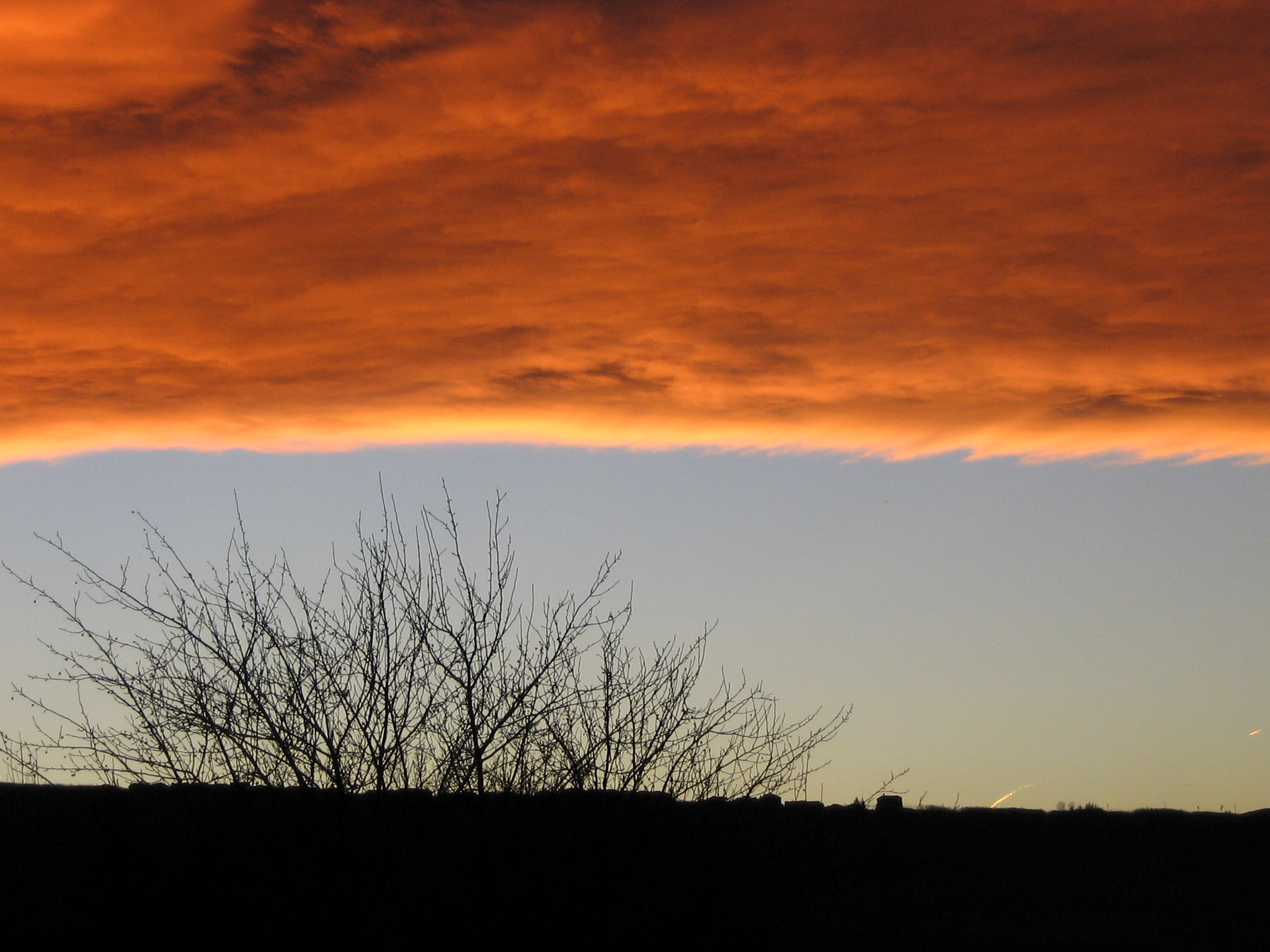
L'arche du Chinook au lever du soleil.

Calgary jouit d'un climat continental avec des hivers longs mais très variables et des étés courts et chauds. Le climat est très influencé par l'élévation de la ville et la proximité des montagnes Rocheuses. Bien que les hivers froids de Calgary puissent être très inconfortables, le vent chaud et sec, appelé « Chinook », souffle régulièrement sur la ville depuis l'océan Pacifique durant les mois d'hiver, donnant un répit aux Calgariens au cours de la saison froide. Ces vents ont parfois fait monter la température de plus de 15 °C en quelques heures, et peuvent durer plusieurs jours. Le Chinook est une caractéristique si régulière des hivers de Calgary qu'un seul mois (janvier 1950) s'est déroulé sans fonte des neiges en plus de 100 ans d'observations météorologiques. Plus de la moitié des jours d'hiver ont une température maximale au-dessus de 0 °C. À l'occasion, la température en hiver peut même s'approcher de 20 °C.
Calgary est une ville d'extrêmes, et les températures peuvent varier entre un froid record de −45 °C en 1893 à un record maximum de 36 °C en 1919. Calgary connaît des températures de jour d'été au-dessus de 30 °C environ quatre jours par année. La température tombe sous −30 °C cinq jours par année en moyenne ; toutefois, les périodes de froid extrême ne durent pas très longtemps en général. Selon Environnement et Changement climatique Canada, la température moyenne à Calgary varie entre une moyenne de −9 °C en janvier à une moyenne de 16 °C en juillet.
En conséquence de la haute altitude de Calgary, les soirs d'été peuvent être plutôt froids ; le minimum moyen en été est de 8 °C et le gel peut arriver dans n'importe quel mois de l'année. La ville a même déjà connu la neige en juillet et en août. Avec une humidité relative moyenne de 55 % en hiver et de 45 % en été, Calgary a un climat semi-aride typique d'autres villes dans les Grandes Plaines de l'Ouest et des Prairies canadiennes. Contrairement à d'autres villes plus à l'Est, comme Toronto, Montréal, et même Winnipeg, l'humidité n'est presque jamais un facteur au cours de l'été à Calgary.
La ville est l'une des plus ensoleillées au Canada, avec une moyenne de 2 405 heures de soleil annuellement. Calgary reçoit une moyenne de 413 mm de précipitations, dont 321 mm de pluie et 127 cm de neige. La plus grande partie des précipitations tombent de mai à août ; le mois de juin connaît les plus fortes pluies en moyenne. En juin 2005, Calgary a reçu 248 mm de précipitations, ce qui en fait le mois le plus pluvieux de l'histoire de la ville. En 2013, l'inondation de la fin juin en Alberta a causé des dégâts encore plus importants, emportant une partie du centre-ville et forçant l'évacuation de plus de 75 000 résidents, alors que les pluies tombées sur le piedmonts des Rocheuses ont gonflé les rivières Bow et Elbow. Des sécheresses ne sont pas cependant inhabituelles et peuvent avoir lieu à tout moment de l'année.
Calgary connaît plus de 20 jours d'orages par année en moyenne, la presque totalité ayant lieu en été. La ville se situe sur le bord du corridor de grêle de l'Alberta et connaît occasionnellement des grêles occasionnant des dommages. L'averse de grêle ayant frappé Calgary en 1991 fut l'une des catastrophes naturelles les plus destructrices de l'histoire du Canada.
Le 5 août 2024, la ville est à nouveau frappée par un orage de grêle particulièrement violent, endommageant jusqu'à une maison sur cinq dans la ville et de très nombreux véhicules, donnant lieu à plus de 130 000 réclamations. Le coût total des dommages assurés par cet épisode orageux est estimé à 3,25 milliards de dollars, selon Catastrophe Indices and Quantification Inc. (CatIQ), occupant le deuxième rang des catastrophes les plus coûteuses de l’histoire du Canada en termes de dommages assurés. Huit des 18 réclamations d’assurance les plus importantes au Canada liées aux tempêtes de grêle tirent leur origine dans la ville de Calgary.
Saisons
- Hiver : novembre à mi-mars
- Printemps : mi-mars à mai
- Été : juin à août
- Automne : septembre à novembre

| Mois                                  | jan.       | fév.      | mars       | avril     | mai        | juin      | jui.      | août      | sep.       | oct.       | nov.      | déc.       | année          |
| ------------------------------------- | ---------- | --------- | ---------- | --------- | ---------- | --------- | --------- | --------- | ---------- | ---------- | --------- | ---------- | -------------- |
| Température minimale moyenne (°C)     | −13,2      | −11,4     | −7,5       | −2        | 3,1        | 7,5       | 9,8       | 8,8       | 4,1        | −1,4       | −8,2      | −12,8      | −1,9           |
| Température moyenne (°C)              | −7,1       | −5,4      | −1,6       | 4,6       | 9,7        | 13,7      | 16,5      | 15,8      | 11         | 5,2        | −2,4      | −6,8       | 4,4            |
| Température maximale moyenne (°C)     | −0,9       | 0,7       | 4,4        | 11,2      | 16,3       | 19,8      | 23,2      | 22,8      | 17,8       | 11,7       | 3,4       | −0,8       | 10,8           |
| Record de froid (°C) date du record   | −44,4 1893 | −45 1893  | −37,2 1951 | −30 1954  | −16,7 1954 | −3,3 1891 | −0,6 1884 | −3,2 1992 | −13,3 1926 | −25,7 1984 | −35 1893  | −42,8 1924 | −45 4/2/1893   |
| Record de chaleur (°C) date du record | 17,6 2003  | 22,6 1992 | 25,4 2004  | 29,4 1926 | 32,4 1986  | 36,2 2021 | 36,1 1919 | 36,7 2018 | 33,3 1967  | 29,4 1889  | 23,1 2020 | 19,5 1999  | 36,7 10/8/2018 |
| Ensoleillement (h)                    | 119,5      | 144,6     | 177,2      | 220,2     | 249,4      | 269,9     | 314,1     | 284       | 207        | 175,4      | 121,1     | 114        | 2 396,3        |
| Précipitations (mm)                   | 9,4        | 9,4       | 17,8       | 25,2      | 56,8       | 94        | 65,5      | 57        | 45,1       | 15,3       | 13,1      | 10,2       | 418,8          |
| dont neige (cm)                       | 15,3       | 14,5      | 22,7       | 18,8      | 11,9       | 0,1       | 0         | 0         | 3,9        | 10         | 16,6      | 15         | 128,8          |
| Nombre de jours avec précipitations   | 7,3        | 6,8       | 9,2        | 9         | 11,2       | 13,8      | 13        | 10,6      | 9,1        | 7,2        | 7,6       | 6,9        | 111,7          |
| Humidité relative (%)                 | 54,5       | 53,2      | 50,3       | 40,7      | 43,5       | 48,6      | 46,8      | 44,6      | 44,3       | 44,3       | 54        | 55,3       | 48,3           |
| Nombre de jours avec neige            | 7,7        | 7,4       | 9,5        | 6,4       | 2,6        | 0,07      | 0         | 0,1       | 1,3        | 4,1        | 7,4       | 7,7        | 54,2           |

| Diagramme climatique                                  |             |             |            |             |           |             |           |             |              |             |               |
| J                                                     | F           | M           | A          | M           | J         | J           | A         | S           | O            | N           | D             |
| −0,9−13,29,4                                          | 0,7−11,49,4 | 4,4−7,517,8 | 11,2−225,2 | 16,33,156,8 | 19,87,594 | 23,29,865,5 | 22,88,857 | 17,84,145,1 | 11,7−1,415,3 | 3,4−8,213,1 | −0,8−12,810,2 |
| Moyennes : • Temp. maxi et mini °C • Précipitation mm |             |             |            |             |           |             |           |             |              |             |               |

| Mois                                  | jan.       | fév.       | mars       | avril      | mai        | juin      | jui.      | août      | sep.      | oct.       | nov.       | déc.       | année           |
| ------------------------------------- | ---------- | ---------- | ---------- | ---------- | ---------- | --------- | --------- | --------- | --------- | ---------- | ---------- | ---------- | --------------- |
| Température minimale moyenne (°C)     | −14,5      | −13,4      | −9,2       | −3,8       | 0,9        | 5,4       | 7,4       | 6,2       | 1,9       | −3,3       | −9,9       | −13,3      | −3,8            |
| Température moyenne (°C)              | −8,2       | −6,7       | −2,7       | 3,4        | 8,1        | 12,1      | 14,8      | 13,7      | 9,5       | 3,9        | −3,8       | −7         | 3,1             |
| Température maximale moyenne (°C)     | −1,8       | 0          | 3,9        | 10,5       | 15,3       | 18,8      | 22,2      | 21,2      | 17        | 11         | 2,3        | −0,6       | 10              |
| Record de froid (°C) date du record   | −42,8 1997 | −41,6 1989 | −36,3 1989 | −21,7 2002 | −14,1 2002 | −6,1 2000 | −0,1 2002 | −5,9 1992 | −9,8 2000 | −29,1 1991 | −36,5 1996 | −41,6 1996 | −42,8 25/1/1997 |
| Record de chaleur (°C) date du record | 16,5 2001  | 22,1 1992  | 23,8 2019  | 26,5 2004  | 33 2005    | 31 2021   | 33,8 1996 | 32,1 2021 | 30,6 1989 | 27,1 1996  | 20,4 1999  | 17,9 1988  | 33,8 13/7/2002  |
| Précipitations (mm)                   | 9,9        | 11,5       | 17,6       | 25,4       | 61,1       | 106,7     | 66,9      | 78        | 50,3      | 16,3       | 16,3       | 9,8        | 469,8           |
| dont neige (cm)                       | 12,7       | 14,7       | 21,7       | 19         | 12,4       | 0         | 0,1       | 0         | 5,3       | 11,6       | 17,4       | 12,4       | 127,3           |
| Nombre de jours avec précipitations   | 5,8        | 5,7        | 7,5        | 8,1        | 11,6       | 14,5      | 12,8      | 12,4      | 9,4       | 7,2        | 6          | 5,3        | 106,3           |
| Nombre de jours avec neige            | 6          | 5,9        | 7,6        | 5,8        | 3          | 0         | 0,09      | 0,05      | 1,4       | 3,9        | 5,9        | 5,4        | 45              |

| Diagramme climatique                                  |            |             |              |             |              |             |           |           |            |             |              |
| J                                                     | F          | M           | A            | M           | J            | J           | A         | S         | O          | N           | D            |
| −1,8−14,59,9                                          | 0−13,411,5 | 3,9−9,217,6 | 10,5−3,825,4 | 15,30,961,1 | 18,85,4106,7 | 22,27,466,9 | 21,26,278 | 171,950,3 | 11−3,316,3 | 2,3−9,916,3 | −0,6−13,39,8 |
| Moyennes : • Temp. maxi et mini °C • Précipitation mm |            |             |              |             |              |             |           |           |            |             |              |

| Mois                                  | jan.       | fév.      | mars       | avril      | mai        | juin      | jui.      | août      | sep.       | oct.     | nov.      | déc.       | année            |
| ------------------------------------- | ---------- | --------- | ---------- | ---------- | ---------- | --------- | --------- | --------- | ---------- | -------- | --------- | ---------- | ---------------- |
| Température minimale moyenne (°C)     | −13,5      | −11,6     | −7,2       | −1,5       | 3,6        | 7,7       | 9,7       | 9         | 4,2        | −0,3     | −7,5      | −12        | −1,6             |
| Température moyenne (°C)              | −8,1       | −6,2      | −1,7       | 4,6        | 9,8        | 13,9      | 16,2      | 15,4      | 10,3       | 6        | −2,3      | −6,9       | 4,3              |
| Température maximale moyenne (°C)     | −2,6       | −0,7      | 3,8        | 10,7       | 16         | 20        | 22,6      | 21,7      | 16,4       | 12,2     | 2,9       | −1,7       | 10,1             |
| Record de froid (°C) date du record   | −40,6 1969 | −38 1989  | −31,7 1972 | −20,6 1968 | −11,1 1968 | −1,5 1977 | 0 1971    | −2 1980   | −10,6 1970 | −24 1984 | −34 1985  | −41,1 1968 | −41,1 29/12/1968 |
| Record de chaleur (°C) date du record | 16,1 1968  | 19,5 1988 | 20,5 1987  | 28 1977    | 31,5 1986  | 32,2 1969 | 33,9 1975 | 33,5 1983 | 33,9 1967  | 28 1980  | 22,2 1975 | 18 1980    | 33,9 1/9/1967    |
| Précipitations (mm)                   | 17,5       | 13,9      | 18,7       | 29,1       | 64         | 64,4      | 66,8      | 60,2      | 51,8       | 14,8     | 13,2      | 16,5       | 430,7            |
| dont neige (cm)                       | 17,3       | 13,8      | 17,1       | 15,8       | 9,1        | 0         | 0         | 0         | 4,7        | 9,7      | 12,6      | 16,4       | 116,5            |
| Nombre de jours avec précipitations   | 9,1        | 7,8       | 8,1        | 8          | 11,5       | 11,9      | 12,6      | 11,3      | 10,2       | 5,4      | 6,8       | 8,1        | 110,6            |
| Nombre de jours avec neige            | 9,1        | 7,8       | 7,7        | 5,6        | 2,2        | 0         | 0         | 0         | 1,7        | 3,1      | 6,4       | 7,7        | 51,3             |

| Diagramme climatique                                  |               |             |              |         |           |             |           |             |              |             |             |
| J                                                     | F             | M           | A            | M       | J         | J           | A         | S           | O            | N           | D           |
| −2,6−13,517,5                                         | −0,7−11,613,9 | 3,8−7,218,7 | 10,7−1,529,1 | 163,664 | 207,764,4 | 22,69,766,8 | 21,7960,2 | 16,44,251,8 | 12,2−0,314,8 | 2,9−7,513,2 | −1,7−1216,5 |
| Moyennes : • Temp. maxi et mini °C • Précipitation mm |               |             |              |         |           |             |           |             |              |             |             |

## Culture

### Vie urbaine

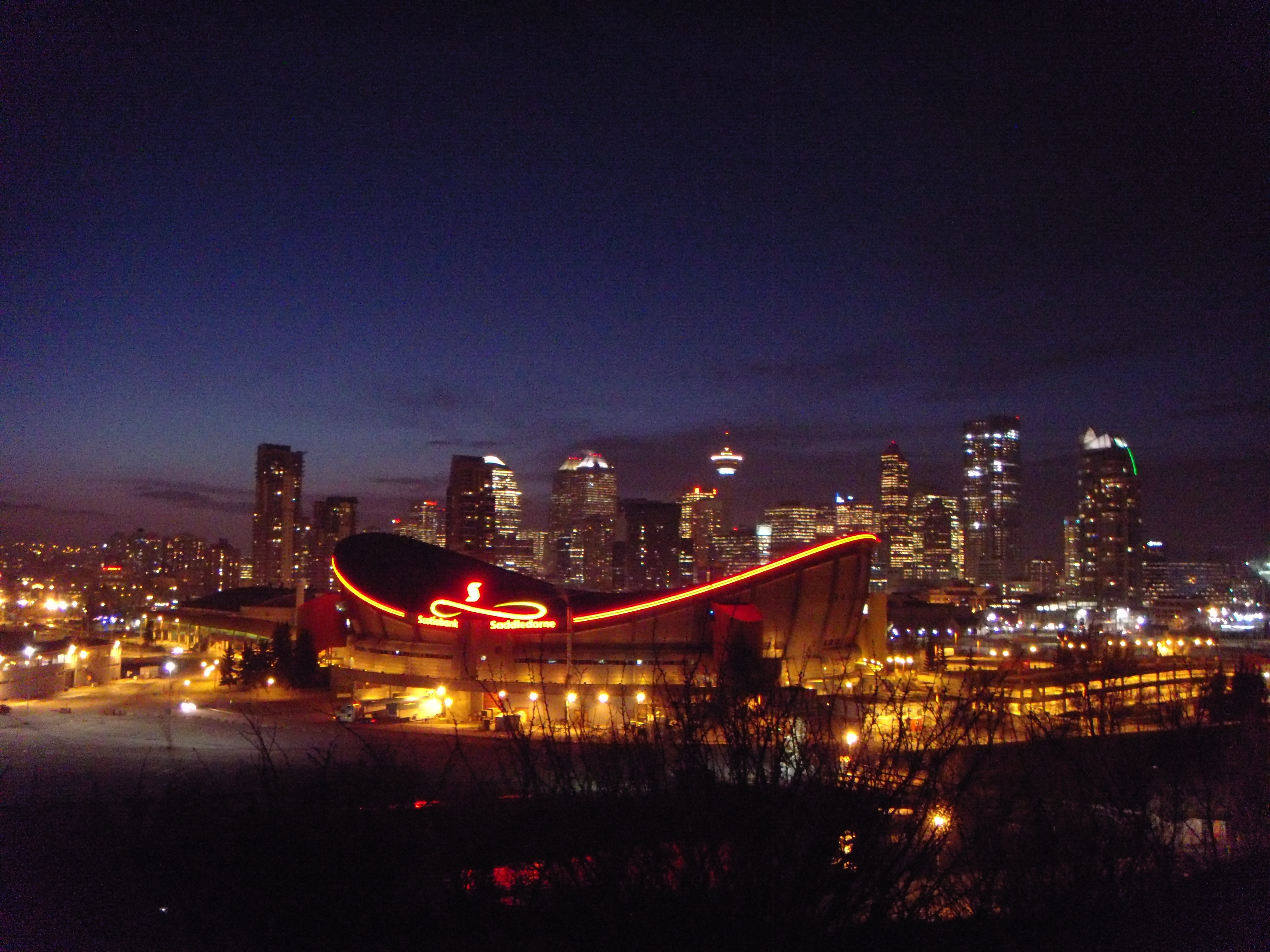
Le Scotiabank Saddledome et le centre-ville de Calgary.

La vie urbaine de Calgary a évolué de façon considérable avec la croissance de la ville. Elle commence à être reconnue comme l'une des villes les plus diversifiées du Canada. Aujourd'hui, Calgary est une ville moderne et cosmopolite qui conserve toutefois beaucoup de sa culture traditionnelle, incluant les saloons d'hôtel, les bars western, et le hockey sur glace. Après sa renaissance dans les années 1990, la ville est aussi devenue le centre de la musique country au Canada ; on l'appelle ainsi la « Nashville du Nord ». Calgary possède également une scène musicale diversifiée incluant tous les genres comme la pop, le rock, le hip hop et le country.
En tant que ville relativement multiethnique, Calgary possède plusieurs grands secteurs multiculturels. La ville possède l'un des plus grands quartiers chinois au Canada ainsi qu'une petite Italie dans le quartier de Bridgeland. Forest Lawn est l'un des quartiers les plus diversifiés de la ville ; dans ce quartier, le secteur entourant la 17e avenue sud-est est surnommé International Avenue. On y retrouve un très grand nombre de restaurants et de boutiques de différentes cultures.

### Arts et spectacles

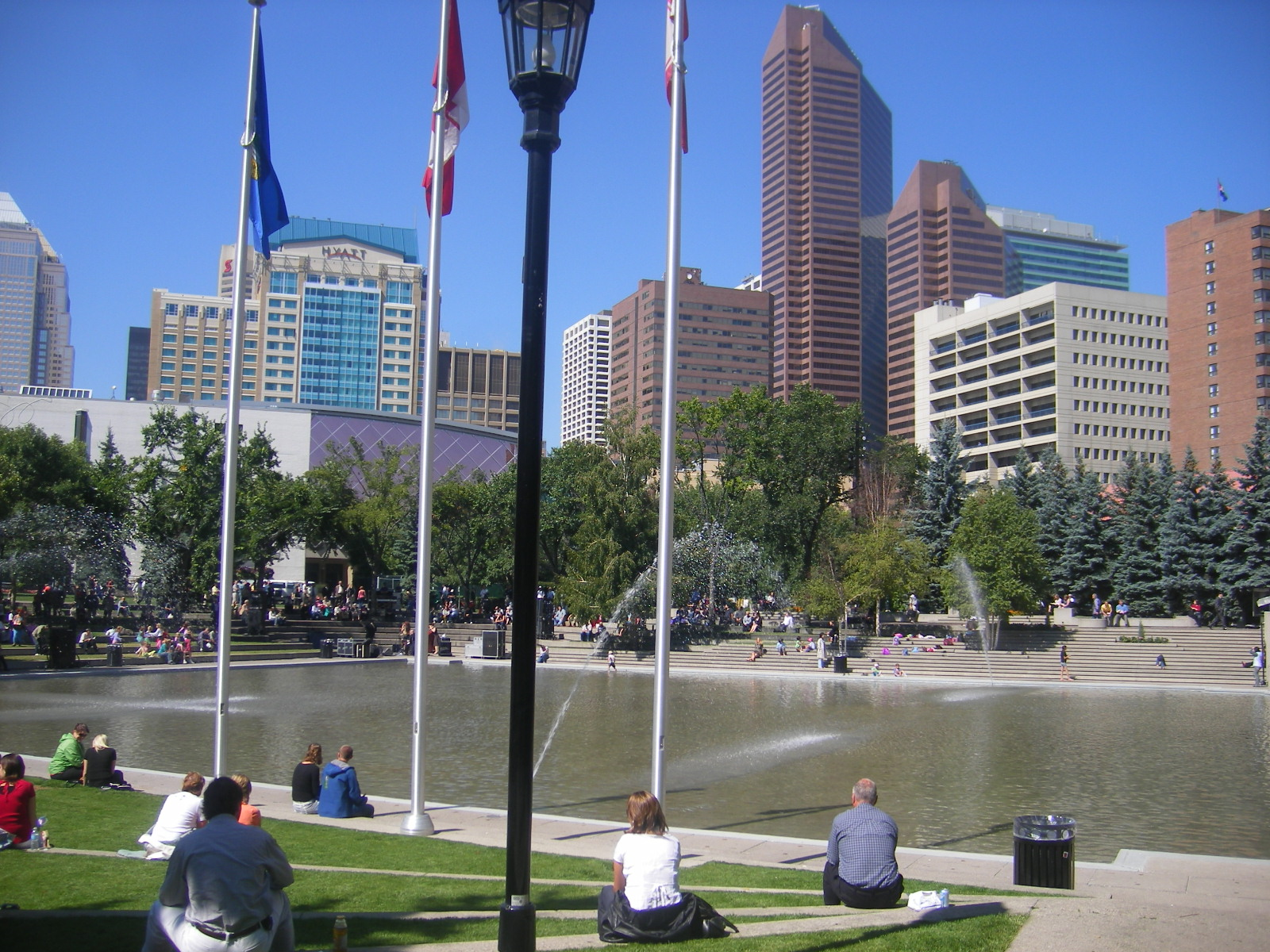
La Place Olympique.

La Southern Alberta Jubilee Auditorium (en) se trouve à Calgary ; il s'agit d'une installation de 113 000 m3 conçue pour les arts de la scène. L'auditorium est l'un de deux auditoriums jumeaux dans la province, l'autre étant situé à Edmonton ; les deux sont surnommés « the Jube » par les résidents locaux. L'auditorium de 2 700 sièges a ouvert ses portes en 1957 et a accueilli des centaines de comédies musicales, de pièces de théâtre et autres productions de scènes locales et internationales depuis. Sur une base annuelle, plus de 850 000 visiteurs fréquentent l'endroit. Le « Jube » de Calgary est la résidence de la Alberta Ballet (en), l'Opéra de Calgary, le Kiwanis Music Festival, ainsi que les cérémonies annuelles du Jour du Souvenir. Les deux auditoriums sont ouverts 365 jours par année et sont gérés par des organismes communautaires à but non lucratif. En septembre 2005, les deux auditoriums ont bénéficié d'une rénovation d'une valeur de 91 millions de dollars chacun à l'occasion du centenaire de la province.
Calgary accueille de très nombreux festivals qui se déroulent au cours de l'année ; citons à titre d'exemple le FunnyFest Calgary Comedy Festival et le Calgary Folk Music Festival (en), qui attirent des participants du monde entier.
Calgary possède également un certain nombre de compagnies de théâtre ; entre autres, One Yellow Rabbit, qui partage la Arts Commons (autrefois EPCOR Centre for the Performing Arts) avec l'Orchestre philharmonique de Calgary, ainsi que Theatre Calgary, Alberta Theatre Projects et Theatre Junction Grand, consacré à l'art vivant contemporain. Il y a également beaucoup de compagnies de théâtre et d'arts de la scène plus petits dans la ville, comme le Vertigo Mystery Theatre. Le Festival international du film de Calgary se déroule annuellement, ainsi que le Festival international d'objets animés.

### Musées et galeries
Calgary possède plusieurs musées. Le plus connu, le musée Glenbow, est le plus grand musée dans l'Ouest canadien et contient une galerie d'art. Parmi d'autres musées importants, on retrouve le plus grand centre culturel chinois en Amérique du Nord, le temple de la renommée olympique du Canada (au Canada Olympic Park), le Musée Militaire, le Cantos Music Museum et le musée de l'air et de l'espace. Il y a également un certain nombre de galeries d'art dans la ville, dont la plupart sont concentrées le long des corridors de Stephen Avenue et de la 17th Avenue. La plus importante est l'Art Gallery of Calgary.

### Évènements culturels et festivals
De nombreux festivals et autres évènements culturels importants ont lieu annuellement à Calgary. Notons notamment le Festival International du film de Calgary (en), le Festival de musique folk de Calgary, le Festival grec, Carifest, le Lilac Festival, GlobalFest, le Calgary Fringe Festival, Summerstock, Expo Latino, et plusieurs autres festivals culturels et ethniques. L'évènement le plus célèbre de Calgary est le Calgary Stampede, ou Rodéo de Calgary, qui a lieu tous les ans en juillet ; le Stampede inclut un rodéo connu internationalement, des productions théâtrales, des compétitions agricoles, des courses de chars à bœufs, des expositions autochtones, et des déjeuners de pancakes à travers la ville, entre autres. Il s'agit d'un des plus grands festivals au Canada, et un des plus connus. L'évènement a une histoire qui remonte à 93 ans. En 2005, 1 242 928 personnes ont assisté au rodéo de Calgary.
En 2009 Calgary accueille la compétition des Olympiades des métiers organisée par WorldSkills International, compétition qui permet aux meilleurs jeunes professionnels du monde de se mesurer à travers son savoir-faire professionnel.

### Sports et loisirs

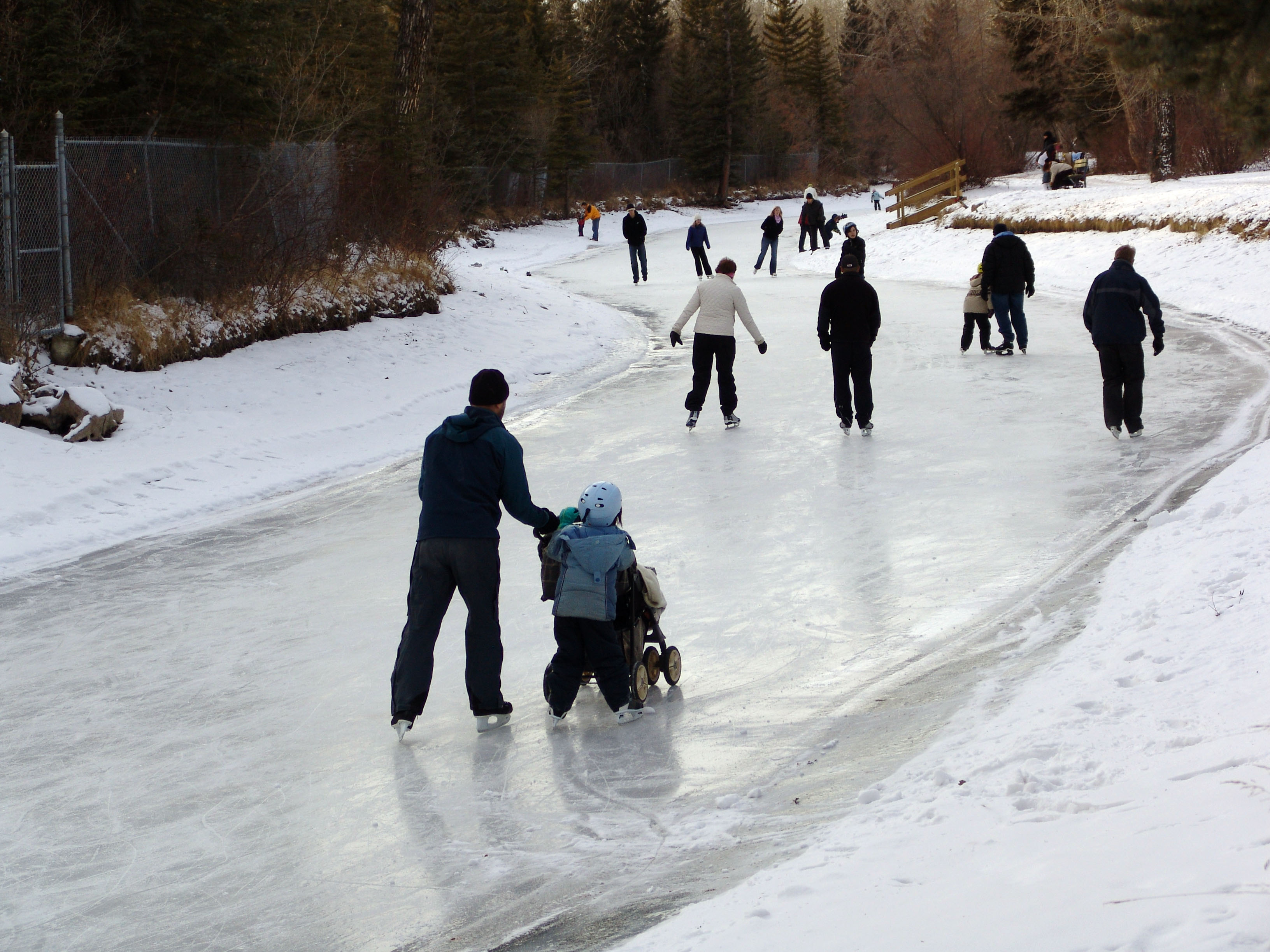
Patinage sur glace extérieur à. L'hiver est froid à Calgary, avec des températures qui descendent sous.

Grâce à la proximité des montagnes Rocheuses, Calgary a toujours été une destination touristique populaire pour les sports d'hiver. Calgary a été l'hôte des XVe Jeux olympiques d'hiver en 1988, les seuls Jeux olympiques d'hiver à avoir déclaré un profit.
Le golf est extrêmement populaire en été et la ville possède un grand nombre de terrains de golf. Calgary accueille aussi le plus doté des concours hippiques de saut d'obstacles, en équitation.
Voici la liste des principales équipes sportives de la ville :
| Équipe                | Ligue                      | Stade                | Création | Titres |
| --------------------- | -------------------------- | -------------------- | -------- | ------ |
| Stampeders de Calgary | LCF (football canadien)    | McMahon Stadium      | 1945     | 5      |
| Flames de Calgary     | LNH (hockey sur glace)     | Pengrowth Saddledome | 1972     | 1      |
| Hitmen de Calgary     | LHOu (hockey sur glace)    | Pengrowth Saddledome | 1995     | 1      |
| Calgary Roughnecks    | NLL (la crosse)            | Pengrowth Saddledome | 2001     | 1      |
| Calgary Vipers (en)   | Northern League (baseball) | Foothills Stadium    | 2005     | 0      |
| Cavalry FC            | CanPL (soccer)             | ATCO Field           | 2018     | 0      |
| Calgary Mavericks     | RCSL (rugby à XV)          | Calgary Rugby Park   | 1960     | 1      |

Calgary est aussi la ville natale de la famille Hart, célèbre famille de catcheur de légendes de la WWE ou de l'ancienne WCW comme Stu Hart, Bret Hart, Jim Neidhart, ou plus récemment Teddy Hart (dans les fédérations indépendantes) ou Natalie Neidhart (WWE).

## Tourisme
Le tourisme est l'une des activités économiques qui connaît la plus forte expansion dans la ville. Plus de 4,5 millions de personnes par année visitent la ville, attirés par ses nombreux festivals et autres attractions, tel que le Calgary Stampede. Les villes touristiques de Banff, Lake Louise et Canmore, situées tout près dans les montagnes Rocheuses, sont également de plus en plus populaires auprès des touristes, créant des retombées économiques pour Calgary qui contribuent à la croissance d’autres secteurs comme les services, les transports et la culture.

## Démographie
Selon le recensement de Statistiques Canada en 2021, il y avait 1 306 784 personnes habitant à l'intérieur des limites de la ville de Calgary, dont 49,7 % d'hommes et 50,3 % de femmes. Les enfants de moins de cinq ans forment 5,7% de la population ; en Alberta, la proportion est de 5,9 % et elle est de 5,0 % pour tout le Canada.
En 2021, 13,6 % des résidents de Calgary avaient atteint l'âge de la retraite (65 ans et plus), contre 19,0 % dans tout le Canada ; ainsi, l'âge médian des calgarois est de 38,0 ans, comparé à 41,6 pour tout le Canada.
De 2016 à 2021, la population de Calgary a crû de 5,5 %. Pour fins de comparaison, la croissance de la population a été de 4,8 % dans toute la province de l'Alberta durant la même période. La densité dans Calgary était de 1 592,4 personnes par km2 en moyenne ; la moyenne est de 6,7 pour toute la province.
En 2021, la population de la région métropolitaine de Calgary est de 1 481 806 habitants et la région économique de Calgary possède une population de près de 1 590 639 habitants.
| 2001    | 2006    | 2011      | 2016      | 2021      |
| ------- | ------- | --------- | --------- | --------- |
| 879 003 | 988 193 | 1 096 833 | 1 239 220 | 1 306 784 |

### Origines démographiques et groupes linguistiques
Une majorité de Calgariens se déclarent d'origine européenne ; ce groupe forme 79 % de la population (688 465 personnes). Environ 2,3 % (19 765 personnes) de la population se dit d'origine autochtone. De plus, la ville accueille un nombre relativement élevé de personnes appartenant à des minorités culturelles. Compris dans ces groupes sont principalement les personnes d'origine chinoise (51 540 personnes, ou 5,9 % de la population) ; sud-asiatique (36 370 ou 4,2 %) ; philippine (16 245 ou 1,9 %) ; afro-canadienne 13 370 ou 1,5 %)  ainsi que latino-américaine (8 525 ou 1 %).
Au recensement de 2006, la ville de Calgary comptait environ 16 000 Franco-albertains et près de 80 000 personnes bilingues (anglais-français). Il existe plusieurs établissements scolaires francophones dont le Lycée Louis Pasteur.

## Langues
Selon le recensement de la population du Canada effectué en 2011, les langues maternelles les plus courantes (sur 1 061 960 réponses uniques) sont :
1. l'anglais : 752 525 (70,9 %)
2. le pendjabi : 27 330 (2,57 %)
3. le tagalog : 25 685 (2,42 %)
4. l'espagnol : 21 875 (2,06 %)
5. le cantonais : 19 925 (1,88 %)
6. le français : 16 900 (1,59 %)

Bien que le français soit l'une des deux langues officielles du pays avec l'anglais, elle n'est que la 6e langue maternelle la plus parlée à Calgary, loin derrière l'anglais mais tout de même assez proche des quatre suivantes. Cela dit, 7,58 % des habitants de la ville de Calgary (7,50 % des habitants de la région métropolitaine de Calgary ou encore 7,31 % de ceux de la région économique) déclarent avoir des connaissances en français (97,6 % en anglais).

## Gouvernement et politique

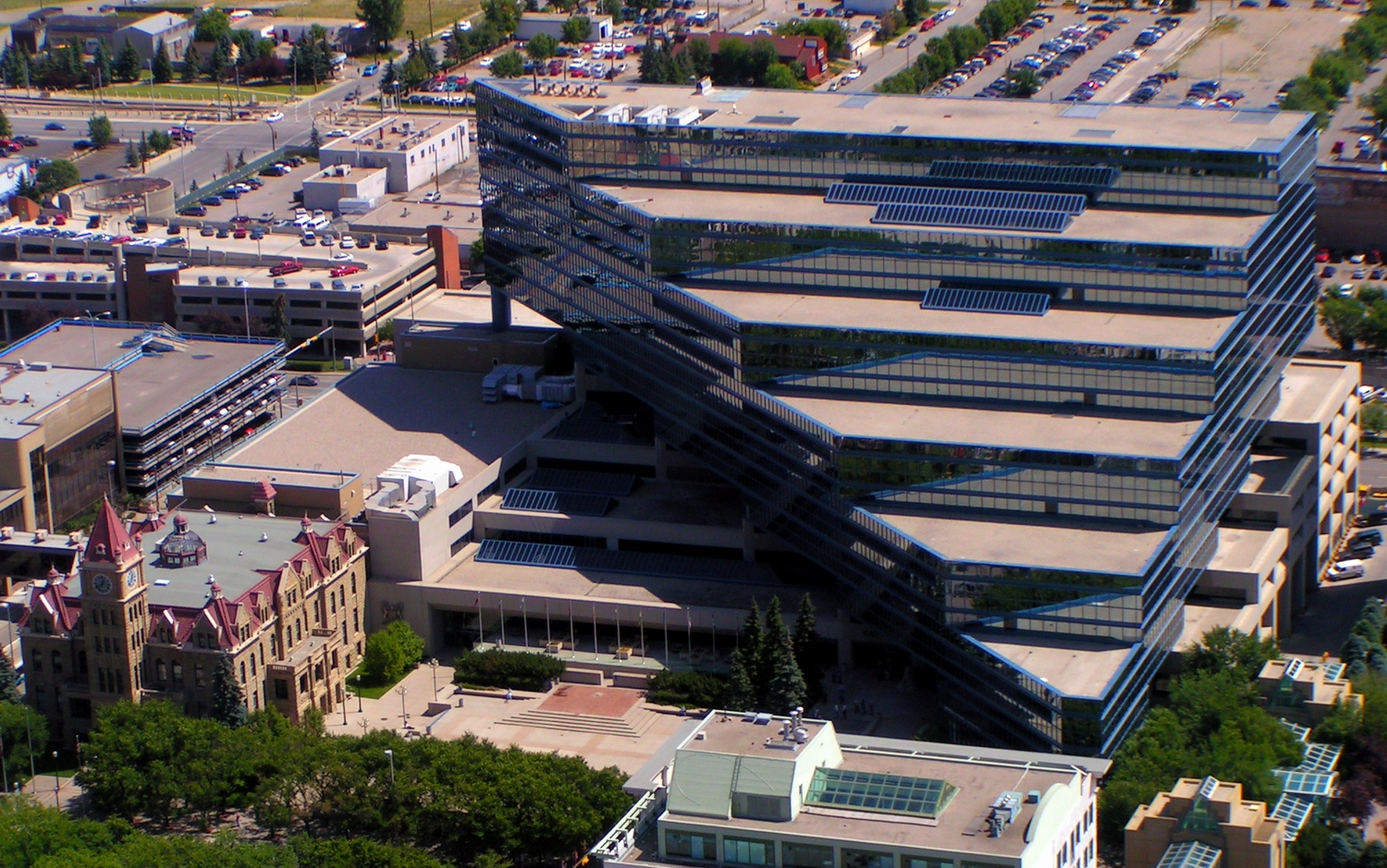
Le Calgary Municipal Building à côté de l'ancien hotel de ville.

Calgary est traditionnellement considérée comme une ville conservatrice, dominée par des conservateurs fiscaux prônant le libéralisme économique. Comme la ville est un centre d'affaires, un grand pourcentage de la population sont des cols blancs. Au cours des années 1990, la culture politique de la ville était dominée par le Parti réformiste du Canada au niveau fédéral (le Parti réformiste fut d'ailleurs fondé à Calgary) et par le Parti progressiste-conservateur au niveau provincial.
Toutefois, à mesure que la population de Calgary grandit, la vie politique se diversifie. Plusieurs groupes de militants sont actifs dans la ville, dont une branche de la Anti-Capitalist Convergence ; en 2003, en réponse à la guerre d'Irak, des milliers de manifestants de partout en Alberta ont convergé sur le consulat américain. Les politiciens de gauche des partis libéraux provincial et fédéral ont tendance à garder leurs distances face aux mouvements activistes qui s'identifient eux aussi à la gauche. Le Parti vert du Canada a fait des gains à Calgary : lors de l'élection fédérale de 2004, le parti récolte 7,5 % des voix dans la ville et 11,3 % dans la circonscription de Calgary-Centre-Nord.

### Administration municipale
La ville est dirigée par un maire et quatorze conseillers, élus pour un mandat de cinq ans. Lors des élections du 18 octobre 2021, Jyoti Gondek est élue maire par 45,13 % des voix. Elle est la première femme maire de la ville.

### Politique provinciale
Avant les élections provinciales de 2004, les 21 députés de la région de Calgary était d'allégeance progressiste-conservatrice. Ralph Klein, premier ministre progressiste-conservateur de la province pendant 14 ans, a représenté la circonscription de Calgary Elbow depuis 1989. Lors de l'élection de 2004, deux nouvelles circonscriptions sont créées, portant le total à 23 ; le Parti libéral de l'Alberta réussit alors à remporter trois circonscriptions dans la ville de Calgary. Depuis les élections de 2015, la région est représentée par 26 députés, dont 12 pour la seule ville de Calgary.

### Politique fédérale
Depuis 2015, Calgary est représentée par dix députés à la Chambre des communes du Canada, et non plus huit. Le Parti conservateur du Canada (PCC) a obtenu huit sièges, et le Parti libéral du Canada en a obtenu deux ; traditionnellement, la majorité des sièges sont remportés par des membres du PCC ou de ses prédécesseurs.
La circonscription de Calgary Heritage, créée en 2015, était représentée jusqu'en 2016 par l'ancien Premier ministre du Canada et ancien chef du Parti conservateur, Stephen Harper. Harper fut député de la circonscription Calgary Sud-Ouest en même temps qu'il était Premier ministre de Canada, ce qui en fait le deuxième chef du gouvernement à occuper cette fonction tout en représentant une circonscription de Calgary ; le premier était Richard Bedford Bennett, Premier ministre de 1930 à 1935, qui fut député de Calgary-Ouest. La circonscription Calgary Sud-Ouest a été détenue avant lui par Preston Manning, fondateur et chef du Parti réformiste, un des ancêtres du Parti conservateur. Finalement, Joe Clark, ancien Premier ministre du Canada et chef du défunt Parti progressiste-conservateur du Canada (également un ancêtre du Parti conservateur actuel) a représenté la circonscription de Calgary-Centre de 2000 à 2004.

## Économie et urbanisme

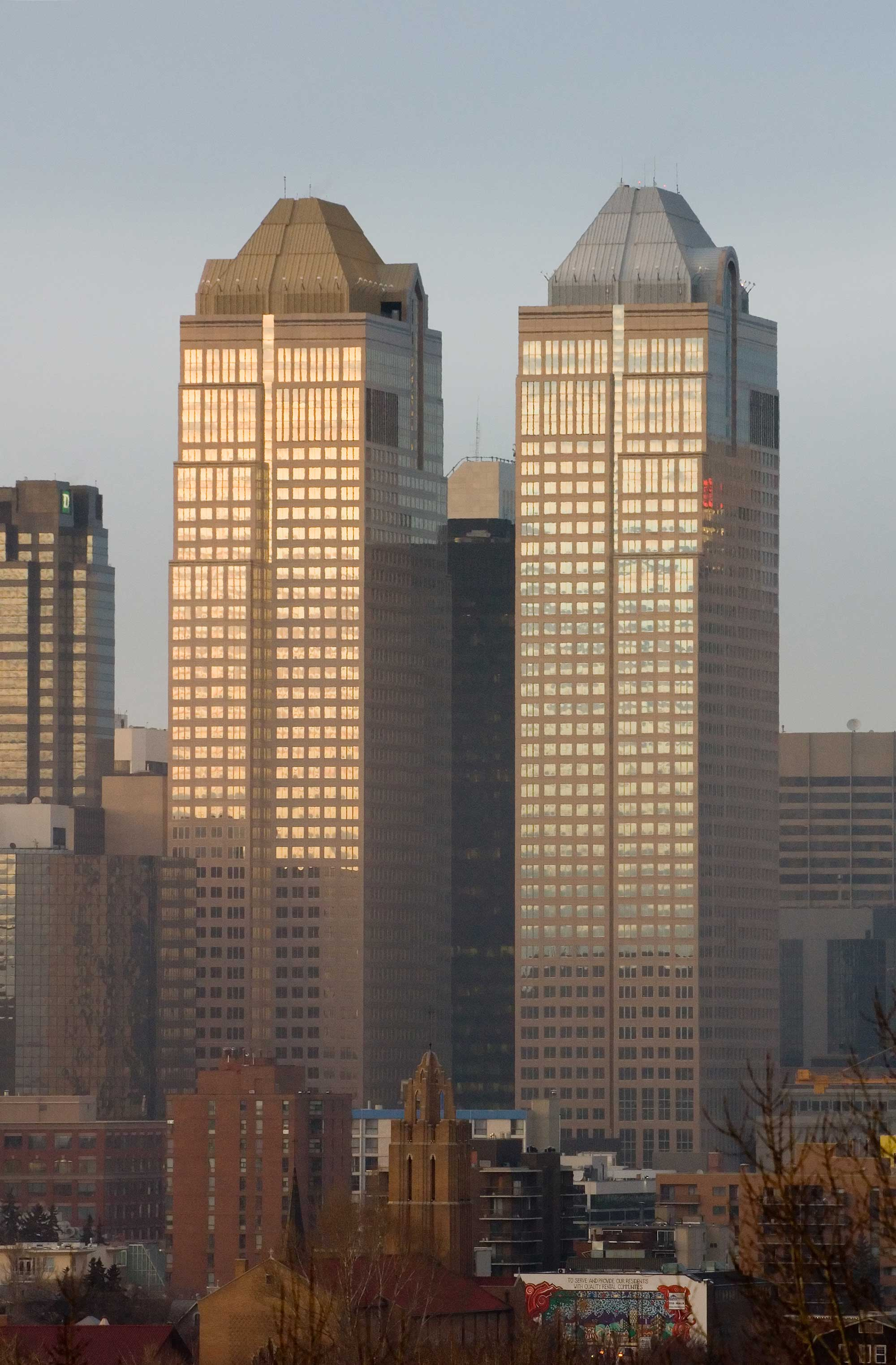
Bankers Hall.

Calgary connait une importante croissance économique du fait de l'exploitation du pétrole et de l'afflux de nouveaux habitants.
Une soixantaine de gratte-ciel ont été construits depuis les années 1960 pour le besoin des entreprises locales.

## Médias

### Radio
- CFFR (AM)
- 103.9 FM - CHFA (FM)
- 90.3 AMP RADIO (FM)

## Éducation

### Postsecondaire
Il y a quatre centres d'éducation post-secondaire : l'Université de Calgary (en anglais : University of Calgary), l'Institut technologique du sud de l'Alberta (Southern Alberta Institute of Technology, SAIT Polytechnic), l'École des Beaux Arts (the Alberta College of Art & Design) et l'Université Mount Royal.

### Système scolaire

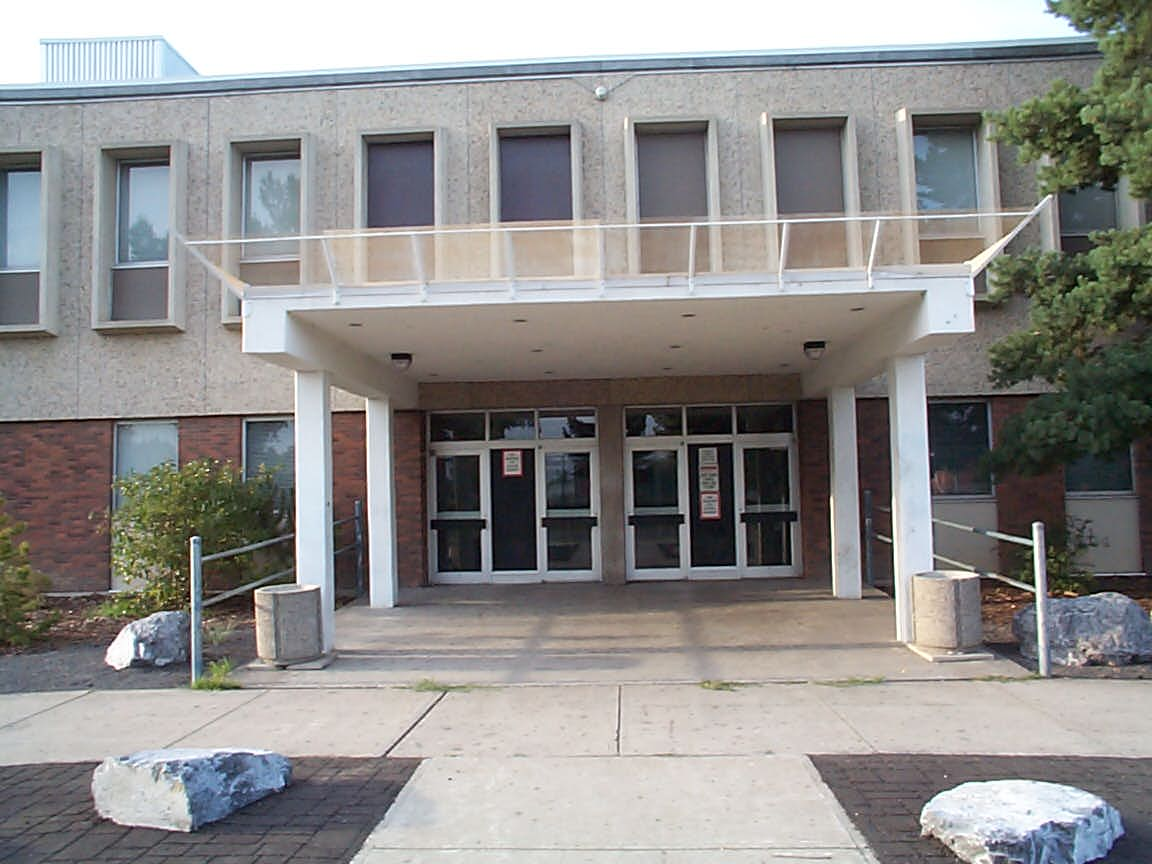
L'école secondaire Lord Beaverbrook dans le quartier d'Acadia.

## Infrastructure

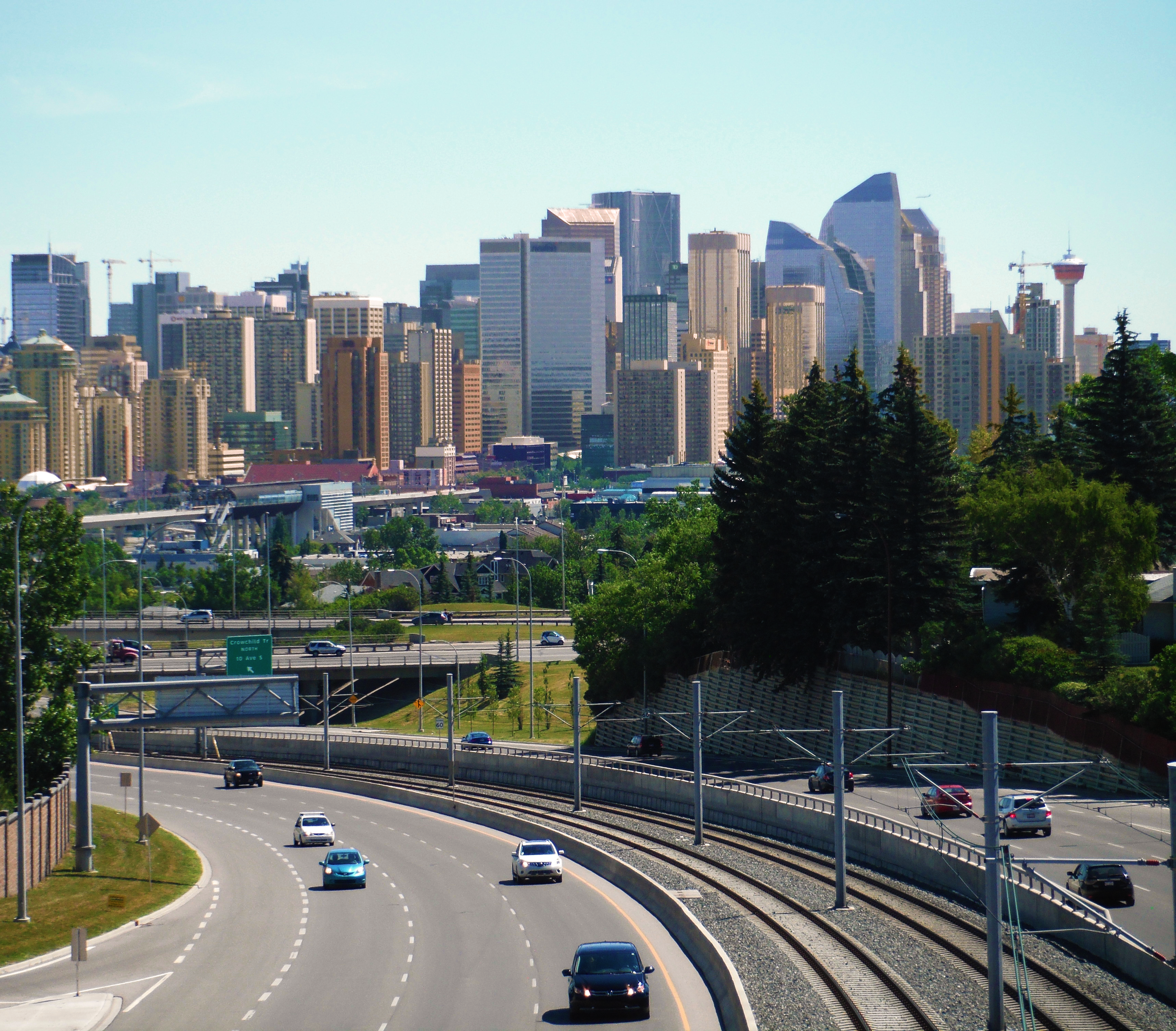
Vue de Calgary de Bow Trail.

### Transports
La ville de Calgary est considérée comme un centre pour le transport dans l'Ouest canadien. L'aéroport international de Calgary (YYC) dans le nord-est de la ville est le quatrième en importance au Canada. L'aéroport offre des vols sans escale vers la plupart des villes au Canada, en Amérique, en Europe, en Amérique centrale, et en Asie (transport de marchandises seulement). La présence de Calgary sur la ligne de la Route Transcanadienne et le Chemin de fer Canadien Pacifique en font un centre important pour le transport des marchandises.
Calgary dispose d'un réseau routier comprenant des rues importantes et des autoroutes. La plus grande partie du système est intégré à un quadrillage numéroté, les avenues allant de l'est à l'ouest et les rues du nord au sud. Les rues dans les secteurs principalement résidentiels, ainsi que les autoroutes, ne se conforment généralement pas à ce quadrillage et en conséquence, ne sont habituellement pas numérotées. De plus, Calgary Transit exploite un réseau de transport public desservant toute la ville par autobus et tramway. Le système de train de Calgary, appelé le C-Train, fut l'un des premiers réseaux de ce genre en Amérique du Nord et comprend trois lignes (deux routes) totalisant 42,1 km de voies. Le réseau d'autobus comprend plus de 160 parcours et utilise 800 véhicules.
En plus du réseau de voies réservées aux cyclistes sur les rues, totalisant plus de 260 km, la ville possède également un vaste réseau de sentiers pavés à usages multiples (bicyclette, marche, patins à roulettes, etc.) qui totalise plus de 635 km. La rivière Bow est traversée par un pont piéton et cycliste, le pont de la Paix.

### Centres hospitaliers
Calgary possède actuellement trois hôpitaux d'importance : le centre médical Foothills (en), l'hôpital général Rockyview (en), et le centre Peter-Lougheed (en), tous sous l'égide de la Calgary Health Region (en). Un hélicoptère d'évacuation médicale agit sous le contrôle du Shock Trauma Air Rescue Society (en). Également à Calgary se trouvent le Tom Baker Cancer Centre, le Alberta Children's Hospital, et le Grace Women's Health Centre, qui offrent une variété de soins en plus de plusieurs centaines de cliniques médicales et dentaires de plus petite taille. Le Centre médical de l'Université de Calgary agit également en partenariat avec la Calgary Health Region.

## Présence militaire
Dans la ville de Calgary sont cantonnés cinq régiments différents : le 14e bataillon des services (BFC Calgary, 41e régiment du génie de combat, The Calgary Highlanders, The King’s Own Calgary Regiment (CBRC) ainsi que l’unité de soutien de secteur Calgary.
Toutes ces unités appartiennent à la force armée de réserve, à l’exception de l’unité de soutien de secteur Calgary, qui est une force régulière. La ville est également le siège de deux unités de musique : le The King’s Own Calgary Regiment (CBRC) Band ainsi que le Regimental Pipes and Drums of The Calgary Highlanders.

## Personnalités notables
- Tesho Akindele, footballeur canadien.
- Jay Beagle, hockeyeur canadien.
- Braydon Coburn, hockeyeur canadien.
- Karen Connelly, poétesse et romancière canadienne.
- Susanne Craig (en), journaliste pour le New York Times et le Wall Street Journal.
- Ted Cruz, homme politique américain.
- Elisha Cuthbert, actrice canadienne.
- Erica Durance, actrice et productrice canadienne
- Esi Edugyan, romancière canadienne.
- Taylor Hall, hockeyeur canadien.
- Tate McRae, autrice-compositrice-interprète canadienne.
- Owen Hargreaves, ancien footballeur international anglais d'origine canadienne.
- Bret Hart, catcheur canadien.
- Owen Hart, catcheur canadien.
- Nancy Huston, écrivaine et essayiste canadienne.
- Ralph Klein, journaliste et homme politique canadien.
- Grant MacEwan, écrivain, universitaire et homme politique canadien, ancien maire de Calgary et Lieutenant gouverneur de l'Alberta.
- Cale Makar, hockeyeur canadien.
- Cory Monteith, acteur et chanteur canadien.
- Geraldine Moodie, photographe canadienne.
- Natalya, catcheuse pour la WWE.
- David Starenky, hockeyeur canadien.
- Mike Vernon, ancien joueur de hockey canadien.
- Andrew Schnell, joueur de squash canadien.
- James T. White, entrepreneur canadien.
- Pierre Poilievre, homme politique canadien.

## Jumelages
- Québec (Québec) depuis 1956
- Jaipur (Inde) depuis le 27 août 1973
- Daqing (Chine) depuis le 16 mai 1985
- Naucalpan de Juárez (Mexique) depuis le 8 décembre 1994
- Dallas (États-Unis) depuis le 5 février 1996
- Daejeon (Corée du Sud) depuis le 4 mars 1996
- Phoenix (États-Unis) depuis le 5 février 1997

### Hommages des villes jumelées
Québec : Une rue a été nommée en l'honneur de Calgary en 1989 dans la ville de Val-Bélair qui fusionna avec la ville de Québec en 2002. Un parc longeant cette rue a été nommé en l'honneur de Calgary en 2012.

## Religion

### Christianisme

#### Catholicisme
À l'origine, Calgary appartient au diocèse de Saint-Albert, créé en 1871, dont une partie est scindée en 1912, afin de créer le diocèse de Calgary dont l'église-mère est la cathédrale Sainte-Marie. Le traditionalisme est également présent à Calgary dans le quartier de Shaganappi, par l'église Saint-Denis, aussi appelée église Saint-Michel, dépendante de la Fraternité sacerdotale Saint-Pie-X.